# ブルーノ・ゴンサレス
ブルーノ・ゴンサレス・カブレラ（Bruno González Cabrera、1990年5月24日 - ）は、スペイン・カナリア諸島サンタ・クルス・デ・テネリフェ出身のサッカー選手。スポルティング・デ・ヒホン所属。ポジションはDF。

## 経歴
2014年7月6日、CDテネリフェとの契約を満了しレアル・ベティスに加入した。2014-15シーズンは主力して33試合に出場し、クラブのラ・リーガ復帰に貢献した。
2017年7月7日、ヘタフェCFと3年契約を交わした。
2020年1月31日、レバンテUDに移籍した。
2020年8月11日、レアル・バリャドリードと2022年までの契約を結んだ。
2021年8月31日、バジャドリードがセグンダ・ディビシオンへ降格したことでクラブとの契約を解消し、フリーの身となったが、2時間後にCDレガネスへ1年契約で加入することが発表された。